# العمارة الاسكندنافية في العصور الوسطى

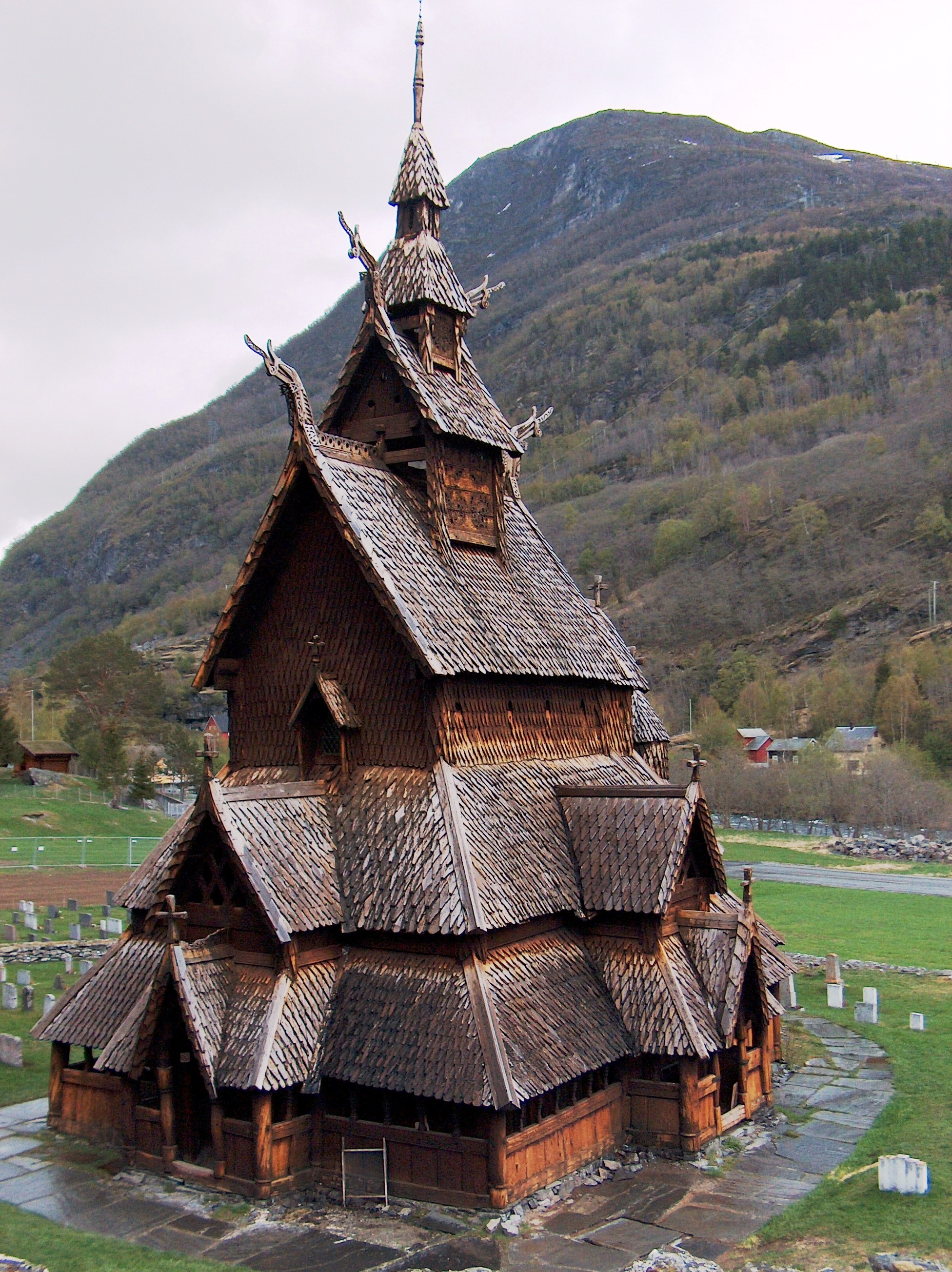

الجوانب الرئيسية للعمارة الاسكندنافية في العصور الوسطى، هي بيوت القوارب والمباني الدينية (قبل وبعد وصول المسيحيين إلى المنطقة)، والمباني العامة (في المدن وخارجها).

## بيوت القوارب
بيوت القوارب هي المباني المستخدمة لركن سفن الفايكنج خلال فصل الشتاء وفي أي وقت لم تستطع فيه الإبحار. حُفرت هذه المنازل في الأرض وبُنيت فوقها أيضًا. كان يجب على هذه المنازل أن تكون طويلة للغاية، لأن سفن الفايكنج يمكن أن يصل طولها إلى 25 مترًا أو أكثر. صُنعت جدران هذه المنازل من الخشب وكُدست الحجارة في القاعدة. يحتفظ كل منزل بسفينة واحدة فقط، ولكن يمكن بناء العديد من منازل القوارب في حال ركن عدة سفن.

## المباني العسكرية

### حصن الفايكنج الدائري
تريليبورغ هو اسم جماعي لستة حصون دائرية من عصر الفايكنج، تقع في الدنمارك والجزء الجنوبي من السويد الحديثة. يعود تاريخ خمسة من هذه الحصون لعهد هارالد بلوتوث من الدنمارك (توفي 986). تمتلك جميع حصون التريليبورغ شكلًا دائريًا صريحًا. قد يُحاط هذا الهيكل أيضًا (بشكل جزئي) بسور يتقدمها، ولكن هذا الجزء ليس دائري الشكل بالضرورة.

## المباني الدينية

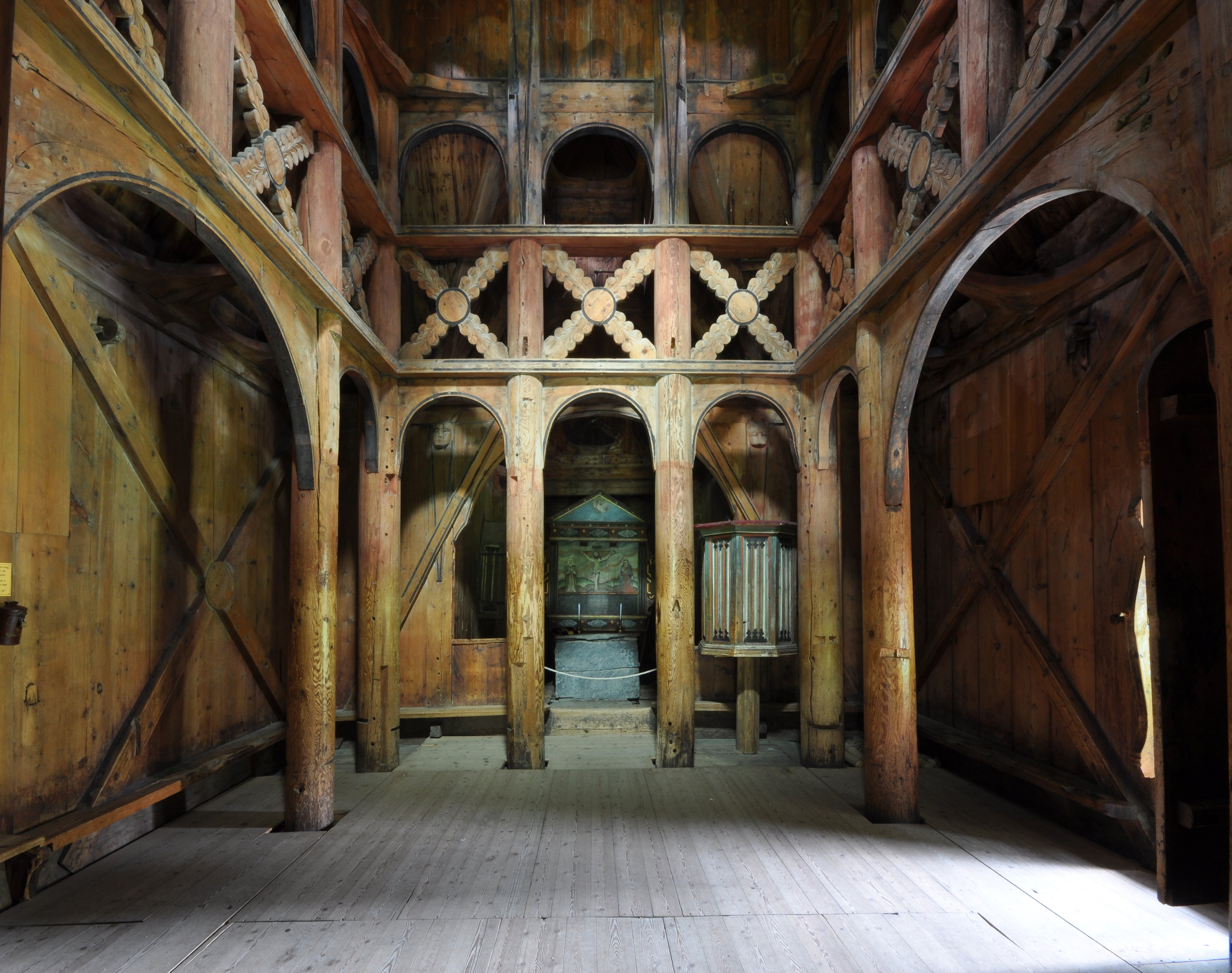
الجزء الداخلي من كنيسة بورغوند في فيستلاند، النرويج عام 2010.

### بيوت الطقوس الدينية
كانت المنازل الطقسية عبارة عن المباني الدينية في الفترة التي سبقت قدوم المسيحين إلى الدول الاسكندنافية. المنازل الطقسية المبكرة هي مباني خشبية بسيطة لا تختلف كثيرًا عن المباني الأخرى. استُخدمت بيوت الطقوس الدينية كأمكنة لعرض أسلحة الأعداء المهزومين، ولكنها أصبحت مع مرور الوقت أكثر تعقيدًا وقلدت أبنية الكنائس. امتلكت بيوت الطقوس الدينية في غالب الأحيان أسقف متعددة الطبقات مع زخارف على القمم. زُينت المداخل بأعمدة مزخرفة. جرت معظم الطقوس (الأضاحي الحيوانية سواء كانت مذبوحة أو محروقة) في الخارج، لذلك كانت معظم الزخارف خارجية.

### كنائس ستيف
استُخدمت كنائس ستيف للتجمعات المسيحية في المنطقة الاسكندنافية بعد تنصير اسكندنافيا. كانت أسطح هذه الكنائس في غالب الأحيان متعددة المستويات، وامتلكت عادة برجًا أو قمة مستدقة في منتصف أعلى طبقة من السقف. بُنيت كنائس ستيف من الخشب مع جدران حجرية حول الأساس. بدت كنائس ستيف من الخارج وكأنها هياكل أكثر تعقيدًا من بيوت الطقوس الدينية، ولكنها زُينت من الداخل بإسراف بتصاميم معقدة، تصور معظمها يسوع والصليب أو تلاميذه.

## المباني العامة

### الريف
بُنيت هذه المباني من الخشب، وعادة ما كانت الأخشاب شبيهة بأسلوب «أخشاب لينكولن» أو أسلوب المقصورة الخشبية. غُطيت الأسطح بالتراب للحفاظ على الحرارة داخل المنزل، وزُرع فيه العشب لحمايته من الانجراف. كانت الغاية من هذه المباني، زراعة الخلال الوعرة شديدة الانحدار. قُسمت مباني المزارع إلى قسمين، داخلي وخارجي. استُخدم الداخلي منها لتخزين الطعام والنوم والعيش، بينما استُخدم الخارجي كمبان للحيوانات والأدوات والأعلاف الحيوانية (طعام حيواني)، وبعبارة أخرى كان القسم الخارجي عبارة عن الصوامع والحظائر.

### بيوت الفايكنج الطويلة
عاش الناس في جميع أنحاء الأراضي الاسكندنافية في منازل طويلة، يتراوح عرضها عادة بين 5 و7 أمتار، وطولها من 15 إلى 75 مترًا، بحسب الثروة والموقع الاجتماعي للمالك. بُنيت المنازل الطويلة في معظم أنحاء المنطقة الاسكندنافية حول إطارات خشبية على أساسات حجرية بسيطة. بُنيت الجدران باستخدام الألواح الخشبية أو جذوع الأشجار أو بالتسييج بالأعمدة الخشبية والطين.